# Тьяго Алберто
Тья́го Албе́рто Конста́нсия (порт.-браз. Thiago Alberto Constância; 21 декабря 1984, Сан-Паулу, Бразилия) — бразильский футболист, нападающий.

## Биография

### Клубная карьера
Выступал за бразильские клубы «Гуарани» (Кампинас), «Парана» и «Кабуфриенсе». После играл за вторую команду нидерландского «Фейеноорда». Затем вернулся в Бразилию где играл за «Брагантино», в составе команды успел сыграл 3 матча и забить 2 гола.
В октябре 2006 года подписал пятилетний контракт с молдавским «Шерифом». В чемпионате Молдавии дебютировал 14 октября 2006 года в выездном матче против «Искры-Сталь» (0:3), Алберто Тиаго вышел на 68 минуте вместо Алексея Кучука. Вместе с командой Алберто Тиаго дважды выигрывал чемпионат Молдавии и по одному разу Кубок и Суперкубок Молдавии.
В июне 2008 года он перешёл в бухарестское «Динамо», подписав контракт по схеме «3+2», его зарплата составила 120 000 долларов в год. Клуб за Алберто Тиаго заплатил «Шерифу» 450 000 евро. В чемпионате Румынии за «Динамо» сыграл 6 матчей.
В октябре 2010 года подписал контракт на три года со львовскими «Карпатами». Клуб подписал Алберто на смену травмированному Батисте. В чемпионате Украины дебютировал 27 ноября 2010 года в домашнем матче против луганской «Зари» (4:2), Тиаго начал матч в основе, но на 56 минуте был заменён на Сергея Кузнецова. Не доиграв до конца контракта, Тиаго получил статус свободного агента, и вернулся на родину. С ноября 2012 до января 2013 года выступал за клуб «Сан Пегасус» из Гонконга. Затем вернулся на родину в клуб «Камбориу».

### Личная жизнь
Его девушку зовут Наталья, по национальности она украинка, Тиаго с ней познакомился в Тирасполе. Он неплохо говорит на русском языке.

## Достижения
- Чемпион Молдавии (2): 2006/07, 2007/08
- Обладатель Суперкубка Молдавии (1): 2007
- Обладатель Кубка Молдавии (1): 2007/08